# ألبرت غروفز
ألبرت غروفز (بالإنجليزية: Albert Groves)‏ (17 يناير 1894 في المملكة المتحدة - ) هو لاعب كرة قدم بريطاني (وحمل سابقاً جنسية المملكة المتحدة لبريطانيا العظمى وأيرلندا) في مركز الظهير. لعب مع شيفيلد يونايتد ونادي ميدلزبره ولينكولن سيتي أف سي وSouth Bank F.C. ‏.